# Vriesea tiquirensis
Vriesea tiquirensis är en gräsväxtart som beskrevs av J.F.Morales. Vriesea tiquirensis ingår i släktet Vriesea och familjen Bromeliaceae. Inga underarter finns listade i Catalogue of Life.